# Алајбег
Алајбег је заповедник спахија у санџаку у Османском царству. Сваки санџак је имао свог алајбега. После реформи турске војске алајбег је био командант жандармеријског пука